# Kloster Meira
Das Kloster Meira (Santa María de Meira) ist eine ehemalige Zisterzienserabtei in Galicien in Spanien. Es liegt im Concello Meira in der gleichnamigen Comarca der Provinz Lugo rund 34 km nordnordöstlich von Lugo an der Hauptstraße (N 640) nach Castropol, in der Nähe des Ursprungs des Rio Miño.

## Geschichte
Das Zisterzienserkloster wurde wohl im Jahr 1143 als Tochterkloster der Primarabtei Clairvaux gegründet. Es erhielt Stiftungen der Könige Alfons VII., Ferdinand II. und Alfons IX. Im Jahr 1515 schloss es sich  der kastilischen Zisterzienserkongregation an. Im 17. Jahrhundert wurde bei ihm eine höhere philosophische Schule errichtet. Die Klosteraufhebung der Regierung Mendizábal brachte 1835 das Ende des Klosters. Die Kirche (heute Pfarrkirche) ist seit 1931 Nationalmonument.

## Bauten und Anlage

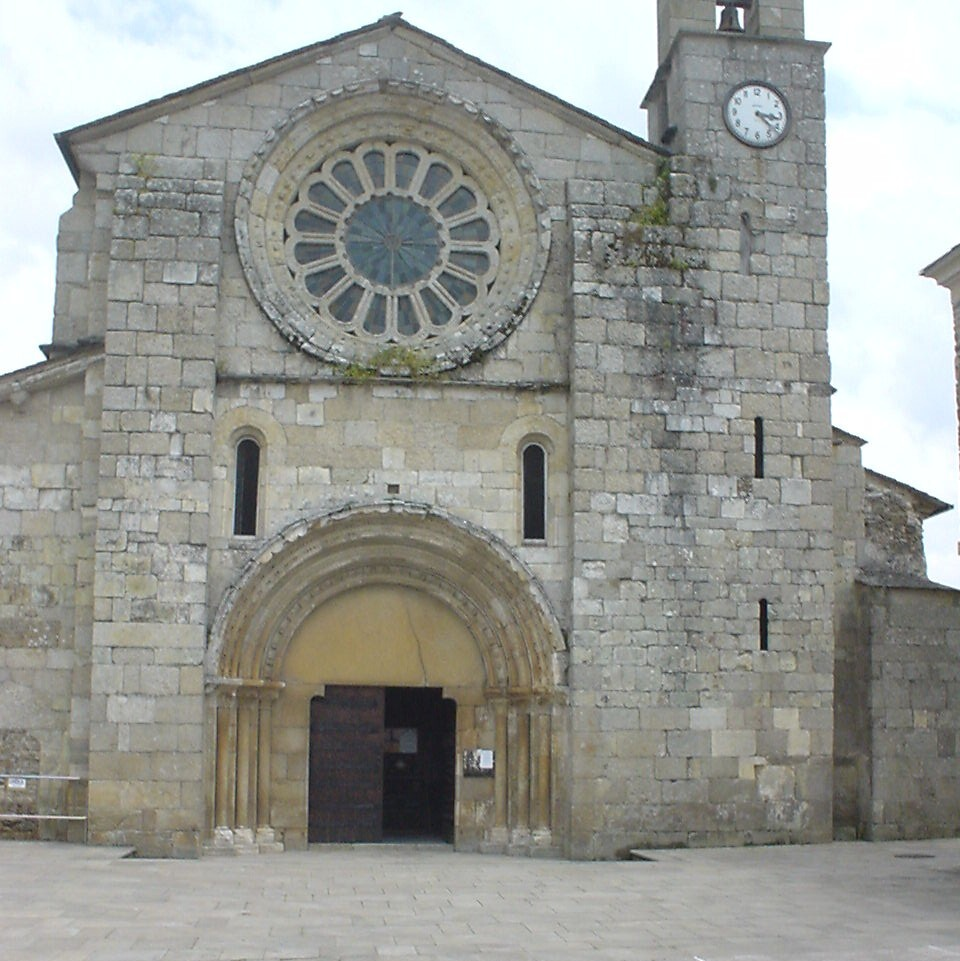
Fensterrose und Westportal

Mit dem Bau der im Stil der burgundischen Romanik errichteten und in ihrer ursprünglichen Form erhaltenen Kirche mit einer großen Rosette und einem Rundbogenportal in der Westfront wurde um 1185 begonnen. Im Jahr 1258 wurde die Kirche geweiht. Der Bau folgt im Wesentlichen dem bernhardinischen Plan. Jedoch hat sie einen kleinen Turm an der Südseite der Fassade. Das Langhaus hat drei Schiffe mit je neun Jochen mit einer Spitztonne im Mittelschiff und Kreuzgratgewölben in den Seitenschiffen. An das Querhaus schließen sich im Osten je zwei Seitenkapellen an. Der Hauptchor ist halbkreisförmig geschlossen.

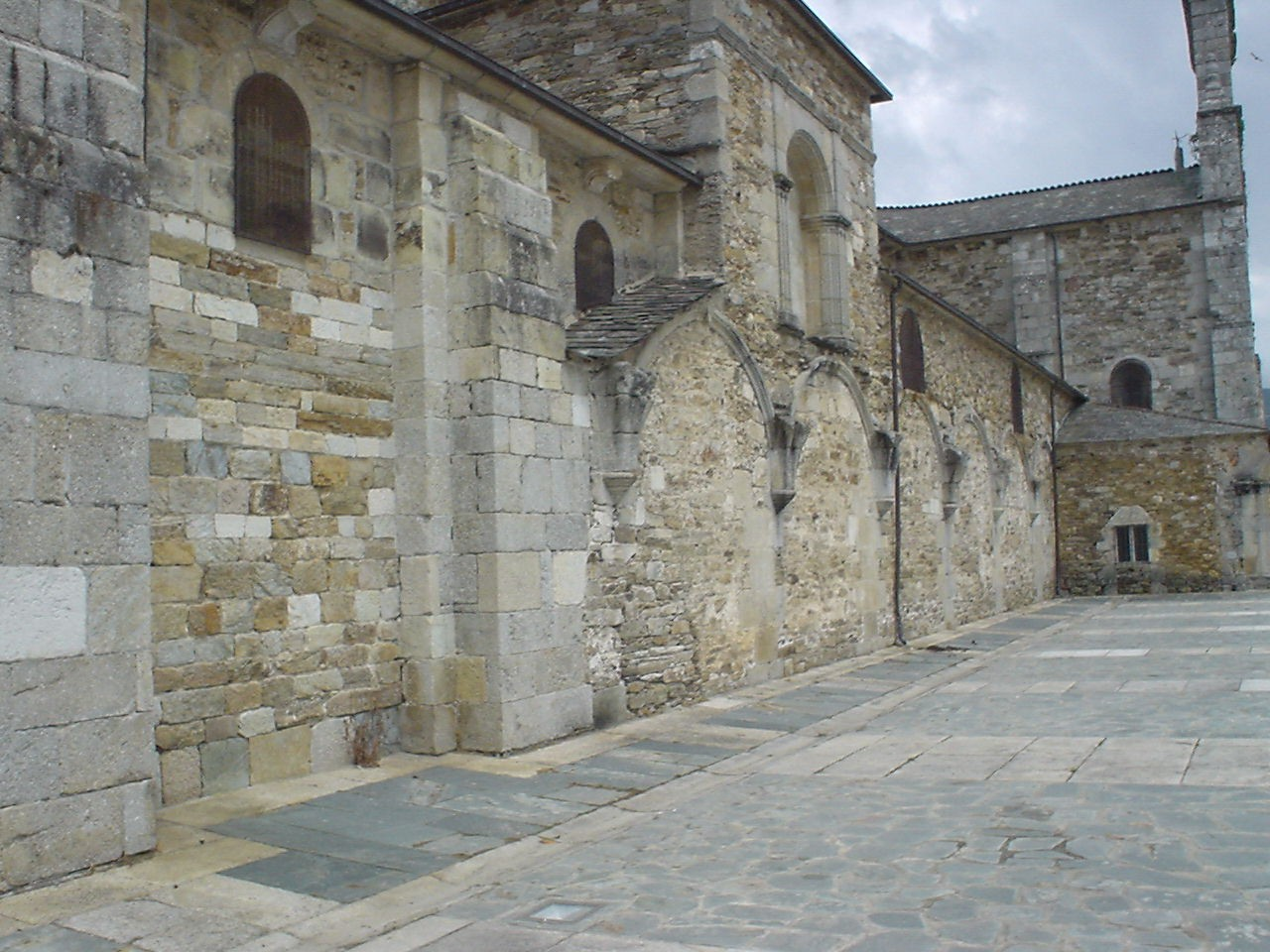
Gewölbeansatz des mittelalterlichen Kreuzgangs

Vom Kreuzgang sind an der Südseite der Kirche noch Gewölbeansätze sichtbar. Westlich der Kirche liegen zwei Flügel eines weiteren Hofs aus dem 16. Jahrhundert, die von der Gemeinde genutzt werden.